# Bunker Hill (Nevada)
Bunker Hill  je hora v Lander County, ve středo-západní části Nevady.
Leží v severní části pohoří Toiyabe Range. Bunker Hill je s nadmořskou výškou 3 497 metrů jednou z nejvyšších hor tohoto pohoří a osmou nejvyšší horou Nevady s prominencí vyšší než 500 metrů.
Hora leží v západní části Velké pánve, něco přes 25 kilometrů jižně až jihovýchodně od města Austin a silnice U.S. Route 50. Je součástí národního lesa Humboldt-Toiyabe National Forest.